# Kapelle (Parleiten)

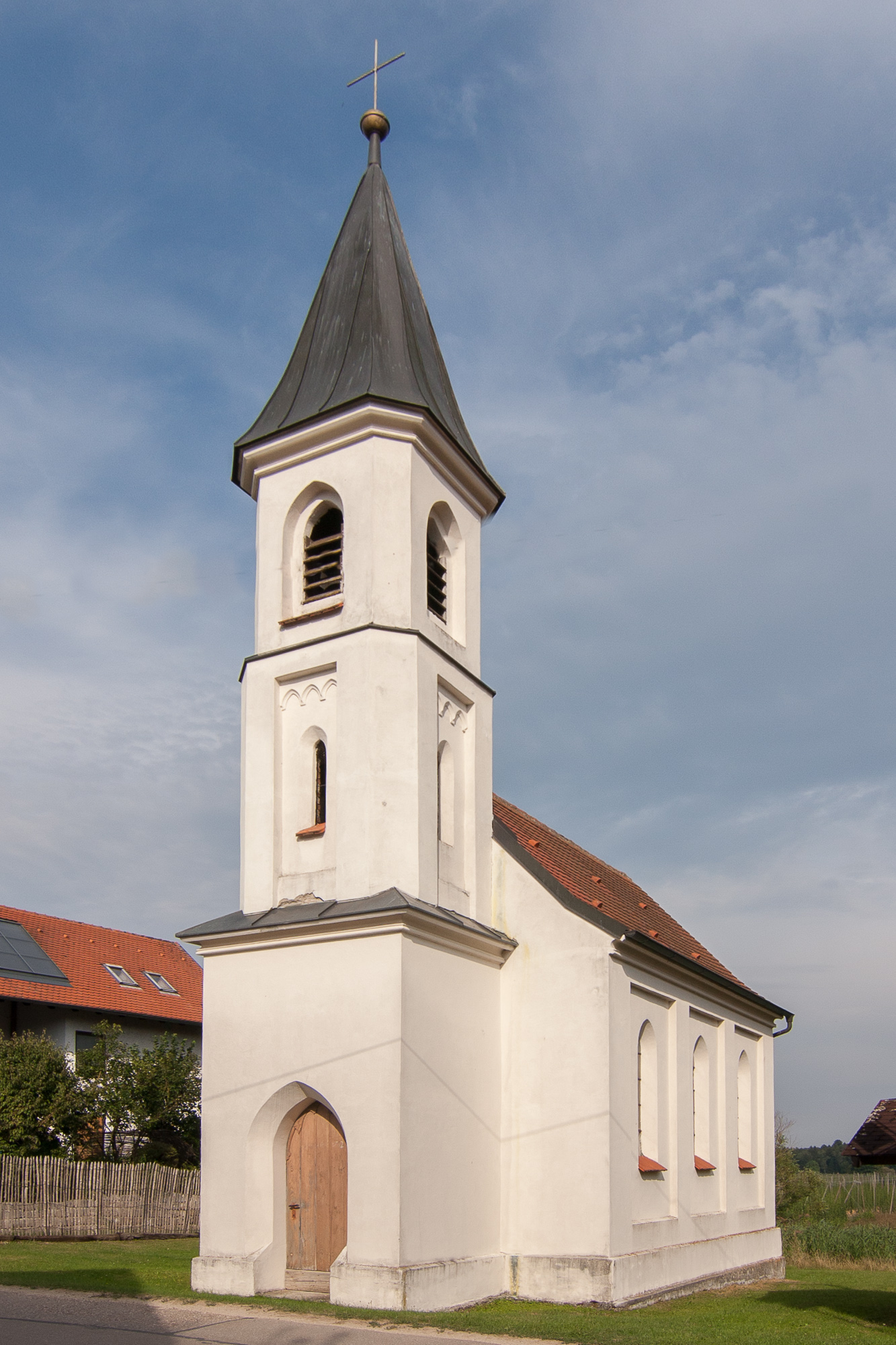
Kapelle in Parleiten

Die Kapelle in Parleiten, einem Ortsteil der Stadt Geisenfeld im oberbayerischen Landkreis Pfaffenhofen an der Ilm, wurde 1884 errichtet. Die Kapelle an der Fahlenbacher Straße 17 gehört zu den geschützten Baudenkmälern in Bayern.
Die neugotische Kapelle wurde im Auftrag der Familie Finkenzeller vom Baumeister Wieser aus Kelheim errichtet.
Die verputzte Satteldachbau mit eingezogenem, dreiseitig geschlossenem Chor und Fassadenturm mit Spitzhelm ist im Innenraum flachgedeckt. Der Chor besitzt ein Rippengewölbe.
Der neugotische Schnitzaltar wurde vom Münchener Architekten Josef Elsner entworfen.